# 北海话
北海話是廣西北海市通行的主流粵語方言屬漢語族粵語欽廉片。

## 來源
北海與合浦自古以來同屬於一個行政區，廉州為合浦的政治、經濟、文化中心，同時也是北部灣的中心。清朝晚期因《煙台條約》的簽訂，把合浦南部在北海對外開放為通商口岸，同時期大批廣府粵人雲集北海，廣府話同時期在北海建立了最大優勢。廣泛瀰漫於北海城鎮的廣府話同時結合本土語言廉州話從而產生了一種混口音的粵語（白話）——北海話。因此北海話在用詞、構詞方面很大程度受到了廉州話的影響。例如廣州話的“邊度”，廉州話的“哪弥”，北海話為“邊弥”；又例如廣州話稱呼父母為“老竇”“老母”，廉州話為“老㸙”“老乸”，北海話為“老窦”“老乸”。
根據北海歷圖館出版的歷史書籍《海門回聲》明細，居於北海城中心珠海路與中山路幾十餘年中野順三（北海事件的主人公）直至20世紀30年代學習與使用的本土方言仍然是廉州話，由此可見直至直至二戰結束前廉州話一直還是北海的主流方言。北海主流語言轉變過程大概是在20世紀下半年，在此階段北海市中心多數學校使用北海話進行授課，同時期北海市文教局（教育局前身）也出版了一本《普通話北海話漢字注音小字彙》。因此在北海許多老一輩的人仍然會使用廉州話。

## 北海话的音韵系统

### 声母
北海市區白話有22個聲母。
| pʰ | 坡怕普 | p | 波霸步 | m   | 明美文 | f  | 非花佛 | w | 和运委 |
| tʰ | 透拖同 | t | 多到定 | n   | 泥南奶 | l  | 来龙老 |   |        |
| s  | 深诗声 | ɬ | 心思星 | tɕʰ | 痴清充 | tɕ | 知精中 |   |        |
| kʰ | 契课倾 | k | 计个京 | kʷʰ | 夸规昆 | kʷ | 瓜龟君 |   |        |
| j  | 以由用 | h | 好喜红 | ŋ   | 我牙银 | ȵ  | 日耳人 |   |        |
| ø  | 亚安矮 |   |        |     |        |    |        |   |        |

北海话声母共23个（含零声母）,各声母及所搭配的字与广州话基本一致。
- 全浊声母清化，平声、上声字送气，去声、入声字不送气，与广州话一致。

- 心母字读清齿龈边擦音[ɬ]，如：心[ɬɐm]思[ɬiː]三[ɬaːm]息[ɬɪk̚]，生母、书母字读[s]，如：深[sɐm]诗[siː]衫[saːm]识[sɪk̚]。例外：所[ɬɔː]缩[ɬʊk̚]。个别常母、船母、邪母字混读[ɬ]，如：羡[ɬiːn]术[ɬɐt̚]髓[ɬuːi]巡[ɬɐn]。

- 日母字大多数读[ɳ]，如：日[ɳɐt̚]二[ɳiː]惹[ɳɛː]人[ɳɐn]热[ɳiːt̚] 认[ɳɪŋ]，少数混读[j]，如：入[jɐp̚]柔[jɐu]弱[jiɛːk̚]

- 疑母一、二等字读[ŋ]，如“我[ŋɔː]颜[ŋaːn]银[ŋɐn]”；三、四等字一部分读[ɳ]，如：月[ɳiːt̚]玉[ɳʊk̚]鱼[ɳiː]，一部分读[n]，如：业[niːp̚]验[niːm]逆[nɪk̚]凝[nɪŋ]，一部分读[j]，如：语[jiː]言[jiːn]狱[jʊk̚]严[jiːm]；“玩”读[waːn]，“顽”读[maːn]，“五、吴、梧”读[ŋ̩]。例外：勾[ŋɐu]。

- 影母哄音字读[ʔ]或零声母，不与[ŋ]相混。如：亚[ʔaː]矮[ʔaːi]爱[ʔɔːi]影[jɪŋ]要[jiːu]宴[jiːn]蛙[waː]碗[wuːn]。例外：饮[ɳɐm]。少数影母细音字保留[ʔ]的读法，例如：影、应[ʔɪŋ] 舀[ʔiɛːu]䊦[ʔiɛːt̚]。

- 溪母字同广州话一样多数混读[h]、[f]。“课、钦、丘、巧、圈”分别读[kʰɔː],[hɐm],[hɐu],[kʰiɛu],[kʰiːn]，与广州话不同。

- 晓母字同广州话一样开口呼读[h]，合口呼读[f]。不同的是，“欣[hɐn]鑫[hɐm] 休[hɐu]”保留晓母的读法。例外：况[kʷʰɔːŋ]、旭[ɳʊk̚]。

- 匣母开口字读[h]，如：下[haː]、合[hɐp̚]；合口字读[w]，如：和[wɔː]、会[wuːi]；齐、撮字读[j]，如：现[jiːn]。例外：贤[hiːn]、嫌[hiːm]。“胡、护、户、壶”均读[fuː]。

- 有唇音声母[kʷ],[kʷʰ]与舌根音声母[k],[kʰ]的对立。菌[kʷʰɐn]≠近[kʰɐn]；骨[kʷɐt̚]≠吉[kɐt̚]；国[kʷɔːk̚]≠角[kɔːk̚]；光[kʷɔːŋ]≠江[kɔːŋ]

- 泥、来母分明，不混淆。例外：粒[nɐp̚]、拎[nɪŋ]。

- 见组字不颚化，尖团音分明。

- 明、微母字合读[m]。

- 知、庄、章组声母合流。例外：爹[tɛː]、琢，啄[tiɛːk̚]、秩[tiːt̚]。

### 韵母
北海市區白話有47個韻母。
| aː | 亚呀花 | aːi | 矮买乃 | aːu | 拗交敲 | aːm  | 三减淡 | aːn  | 晏山间 | aːŋ  | 行生冷 | aːp  | 压甲塔 | aːt  | 八发杀 | aːk  | 白革宅 |
|    |        | ɐi  | 细闭计 | ɐu  | 欧高修 | ɐm   | 心林含 | ɐn   | 新根云 | ɐŋ   | 登能腾 | ɐp   | 十汁及 | ɐt   | 七突失 | ɐk   | 北得黑 |
| iː | 诗次纸 |     |        | iːu | 要叫吊 | iːm  | 兼念欠 | iːn  | 言前见 | ɪŋ   | 影定京 | iːp  | 接叶蝶 | iːt  | 必节列 | ɪk   | 益激的 |
| ɛː | 蛇谢爷 | ei  | 你李四 | iɛu | 猫巧鷯 | iɛːm | 钳拈黏 | iɛːn | 便扁搴 | iɛːŋ | 姜张病 | iɛːp | 夹     | iɛːt | 捏瘪   | iɛːk | 锡踢尺 |
| uː | 父古母 | uːi | 对水最 |     |        |      |        | uːn  | 本官碗 | ʊŋ   | 共同送 |      |        | uːt  | 泼阔末 | ʊk   | 屋哭独 |
| ɔː | 多可和 | ɔːi | 爱菜代 |     |        |      |        | ɔːn  | 安看竿 | ɔːŋ  | 当方汤 |      |        | ɔːt  | 割葛渴 | ɔːk  | 恶角托 |
| ŋ  | 五吴嗯 |     |        |     |        |      |        |      |        |      |        |      |        |      |        |      |        |

其特色為：
- 完整保留古汉语的阳声韵和入声韵。

- “你李比四基”等字的韵母在其他钦廉片粤语（廉州話、钦州话、防城话）中均为[-iː]，北海市区白话裂化为[-ei]。

- 模韵与豪韵不合流。模韵一律读[-uː]，不高化；豪韵与尤侯韵合读[-ɐu]。例如：补[pu]≠宝[pɐu]；努[nu]≠脑[nɐu]。

- [ŋ̩]自成音节。

- 部分人将[-iː]读作[-ɿ]。

- [-iːu],[-iːn],[-iːm],[-ɪŋ],[-iːp̚],[-iːt̚],[-ɪk̚]有白读[-iɛːu],[-iɛːn],[-iɛːm],[-iɛːŋ], [-iɛːp̚].[-iɛːt̚],[-iɛːk̚]，但仅限於个别字。[-aːu]有白读[-iɛːu]，亦仅限於个别字，如：猫[miɛːu]、巧[kiɛːu]。

- 無廣州話的撮口韻。广州话的撮口韵“øy,øn,øt,œːŋ,œːk,yː,yːn,yːt”在北海话中分别读“uːi(kʰ,k,h後為ei),ɐn,ɐt,iɛːŋ,iɛːk,iː,iːn,iːt”。

### 声调
北海话有7个声调，分别是阴平55/45、上声13、阴去33、阳平、陽去21/11、阴入5、中阴入3、阳入1。代表字为“诗 史 试 时 色 锡 食”。其特点是上声不分阴阳，广州话读阴上调的字在北海话中一律读阳上调；阳去和阳平已合并，广州话中读阳去调的字在北海话中一律读阳平调。如：“史”读同“市”，“事”读同“时”。